# Шишкарёв, Даниил Борисович
Даниил Борисович Шишкарёв (род. 6 июля 1988 года) — российский гандболист, правый крайний клуба ЦСКА и сборной России. Мастер спорта России (2015).

## Карьера
В 2007—2009 годах выступал за астраханскую «Зарю Каспия». В 2009—2014 годах выступал за «Чеховских медведях». В 2014—2019 годах выступал в северомакедонском «Вардаре».
Привлекается в сборную России, за которую провёл свыше 140 игр. Участник чемпионатов мира 2015, 2017, 2019 и 2021 годов.

## Награды
- Победитель Лиги чемпионов: 2017, 2019
- Бронзовый призёр клубного чемпионата мира: 2017
- Чемпион России: 2010, 2011, 2012, 2013, 2022, 2023, 2024
- Серебряный призёр чемпионата России: 2025
- Бронзовый призёр чемпионата России: 2008
- Обладатель Кубка России: 2010, 2011, 2012, 2013, 2024, 2025
- Чемпион Македонии: 2015, 2016, 2017
- Обладатель Кубка Македонии: 2015, 2016, 2017
- Обладатель Суперкубка Македонии: 2017
- Победитель СЕХА-лиги: 2017
- Серебряный призёр СЕХА-лиги: 2016
- Медаль «За заслуги перед Македонией» (5 июня 2017 года, Македония)[1].